# Carlhintzeite
La carlhintzeite è un minerale.